# Heinrich Schacht (Jesuit)
Heinrich Schacht (* um 1583/85; † 2. Januar 1654 in Altona) war ein Jesuit.

## Leben und Wirken
Heinrich Schacht war der Sohn eines unbekannten Mannes, der vermutlich Mauritz hieß und angeblich in Schleswig als Magistratsrat arbeitete. Am 25. April 1602 wurde er als Schüler an der Gelehrtenschule des Johanneums eingeschrieben. Martin Stricker überzeugte ihn von der katholischen Kirche und riet ihm auch um 1603 zu einem Umzug nach Braunsberg, wo er das Jesuitenseminar besuchte. Ein halbes Jahr später wurde er nach Wilna entsandt. Hier studierte er eineinhalb Jahre die Humaniora und konvertierte um etwa 1604/05 vom evangelischen zum katholischen Glauben.
Am 26. Februar 1607 immatrikulierte sich Schacht an der Jesuitenschule in Prag. Am 15. Mai 1608 erwarb er den Grad eines Magisters und ging zurück nach Hamburg. Die Altonaer Jesuiten schickten ihn daraufhin nach Rom, wo er in das Jesuitennoviziat eintrat. Am 8. September 1610 legte Schacht die einfachen Gelübde ab und wurde erneut nach Deutschland entsandt. Er unterrichtete danach fünf Jahre an einem Gymnasium in Braunsberg. Am 10. November 1617 immatrikulierte er sich für ein Theologiestudium an der Universität Würzburg. Er setzte das Studium später in Bamberg fort. Nach der Priesterweihe um 1618 arbeitete er als Prediger, Katechet und Schulpräfekt an der Jesuitenschule in Düsseldorf.
1622 entstand die Kongregation für die Verbreitung des Glaubens. Danach sollten Missionare Länder der Reformation persönlich auskundschaften und heimlichen Katholiken und dem katholischen Glauben nahestehenden Personen helfen. Schacht sollte dies zunächst in Dänemark tun. Der heimliche Katholik und königliche Sekretär Göran Bähr (Georg Ursinus) bat jedoch darum, dass Schacht Schweden bereisen solle. Im August 1623 begann seine Mission ab Düsseldorf. Auf dem Weg musste er in Arnheim drei Monate in niederländischer Haft verbringen und kam durch Zahlung eines Lösegeldes frei. Danach ging er über Hamburg nach Lübeck, musste einen Schiffbruch erleben, erreichte das dänische Nyköping und Kopenhagen. Während der Reise tarnte er sich vermutlich als Kaufmann, gemäß späteren Quellen als Händler von Mausefallen.
Anfang Dezember 1623 führte Schachts Reise über Jönköping weiter in das schwedische Nyköping. Hier geriet er erneut in Haft. Damit seine Mission geheim blieb, verbrannte er seine Bibel, Brevier und Siegel. Gemäß schwedischem Recht wurden Katholiken als Hochverräter angesehen. Schacht musste vor dem König auf Schloss Gripsholm aussagen und kam frei. Auf dem Schloss kam er mit Göran Bähr zusammen, mit dem er ein Erkennungswort vereinbart hatte. Bähr brachte ihn zu dem Katholiken Zacharias Anthelius, der Bürgermeister von Södertälje war und Schacht in seinem Haus wohnen ließ.
Anfang März 1624 erreichte Schacht Stockholm, wo er dem Lautenspieler des Königs und Römer Veraldi seinen Reisezweck offenbarte. Veraldi verriet Schacht, der daraufhin einige Tage im Kerker verbringen musste, am 23. März 1624. Auch Ursinus und Anthelius gerieten in Haft. Binnen kurzer Zeit folgte ein Verhör vor Gericht. Die Prozesse endeten für Ursinus am 12. April, für Schacht und Anthelius am 17. April mit Todesurteilen. Außerdem wurde eine Folterstrafe verhängt, die Schacht verbüßen musste. Offensichtlich gestand er jedoch nicht, insbesondere in Vorgänge des Jesuitenordens gegen den König verwickelt zu sein. 
Ursinus und Anthelius starben am 11. September 1624 durch öffentliche Enthauptung. Der König begnadigte hingegen Schacht, dessen Haftzeit im Dezember 1624 endete. Anfang 1625 erreichte er mit einem Schiff Lübeck. 1627 sollte er ein Gutachten über Jütland schreiben, das Truppen des Kaisers besetzt hatten. Auch Tilly hatte großes Interesse an einer Mission in der Region. Schacht diente einige Zeit in Tillys Armee und konnte diesen vermutlich gut beeinflussen.
Ab ungefähr 1630 lebte Schacht in Hamburg und arbeitete dort als Seelsorger der Diaspora und Hauskaplan des kaiserlichen Gesandten. In den letzten Lebensjahren konnte aufgrund seines hohen Alters und mehrerer Krankheiten nur noch eingeschränkt arbeiten. Bis Lebensende galt er als redlicher und begnadeter Prediger.